# Rajania wrightii
Rajania wrightii là một loài thực vật có hoa trong họ Dioscoreaceae. Loài này được Uline ex R.Knuth miêu tả khoa học đầu tiên năm 1917.